# Frankie Gikandi
Frankie Gikandi (Nyeri, 1949) és una emprenedora de Nairobi i activista pels drets de les dones.
Va poder anar a la universitat a diferència de la majoria de les noies del seu poble, va estudiar per secretària i després es va formar per ser professora. Ha impulsat el centre de formació rural per a la dona Kimlea, que entre 1992 i 2010 va formar 2.000 dones perquè es poguessin valdre per elles mateixes i poguessin deixar de dependre del cultiu de te i cafè, estacional, dur i mal pagat. També va crear una clínica a la zona de Kimlea per combatre l'elevada mortalitat infantil que va el 2010 havia tingut més de 20.000 pacients. Els mateixos metges de la clínica duien a terme el programa Childre'ns Health Care per visitar els alumnes de les escoles, que el 2010 havia beneficiat 4.000 joves. El 2010 va rebre el premi Harambee per a la promoció i igualtat de la dona africana.